# Progomphus superbus
Progomphus superbus är en trollsländeart som beskrevs av Belle 1973. Progomphus superbus ingår i släktet Progomphus och familjen flodtrollsländor. Inga underarter finns listade i Catalogue of Life.